# Hammingova váha
Hammingova váha, pojmenovaná po Richardu Hammingovi, je pojem používaný zejména v teorii kódování, kryptografii a teorii informace a obecněji v jejich aplikacích v rámci informatiky.
Je definována pro řetězce nad danou abecedou s nulou jako počet nenulových znaků řetězce. Nejčastěji se používá pro čísla zapsaná ve dvojkové soustavě a pak odpovídá počtu nenulových bitů, tedy cifernému součtu.
Hammingova váha úzce souvisí s Hammingovou vzdáleností, lze ji totiž definovat jako Hammingovu vzdálenost od řetězce tvořeného nulami. Naopak, například v případě bitových řetězců je možné Hammingovu vzdálenost dvou daných řetězců definovat jako Hammingovu váhu jejich exkluzivní disjunkce.